# بيت بداح

تعديل مصدري - تعديل

بيت بداح هي إحدى حارات مدينة ذي السفال أحد مدن محافظة إب، بلغ تعداد سكانها 123 نسمة حسب تعداد اليمن لعام 2004.